# Młynek Franklina

Młynek Franklina – widok z góry. Strzałka wskazuje kierunek ruchu ramion

Młynek Franklina – przyrząd służący do demonstracji oddziaływań elektrostatycznych. Stosowany jest we wczesnym etapie nauczania elektrostatyki.

## Budowa i zasada działania
Młynek Franklina jest lekką blaszką aluminiową złożoną z dwóch lub trzech ramion zakończonych wygiętymi w jedną stronę ostrzami, jak na rysunku. Blaszka ta osadzona jest na pionowej metalowej igle tak, aby maksymalnie zmniejszyć opory ruchu ramion wiatraka. Igła umocowana jest na metalowym statywie.
Gdy statyw połączony zostanie z ciałem naładowanym ładunkiem elektrycznym, ładunek ten przepłynie poprzez igłę na ramiona wiatraka. W pobliżu ostrzy występuje największe natężenie pola elektrycznego wywołujące poprzez wyładowanie koronowe jonizację cząsteczek gazu otaczającego wiatraczek. Jony naładowane znakiem przeciwnym do znaku ładunku wiatraka są przez niego przyciągane, a po zbliżeniu się do niego ulegają neutralizacji. Jony o tym samym znaku ładunku są odpychane przez wiatraczek i tworzą obszar naładowany w niewielkiej odległości od ostrza. W wyniku odpychania tych jonów i młynka, wprawiany jest on w ruch.
Źródłem wysokiego napięcia jest zwykle generator Van de Graaffa lub maszyna elektrostatyczna.